# Loitsche-Heinrichsberg
Loitsche-Heinrichsberg è un comune di 969 abitanti della Sassonia-Anhalt, in Germania.

Appartiene al circondario (Landkreis) della Börde (targa BK), ed è parte della comunità amministrativa (Verbandsgemeinde) di Elbe-Heide.

## Storia
Il comune di Loitsche-Heinrichsberg venne formato il 1º gennaio 2010 dall'unione dei 2 comuni di Heinrichsberg e Loitsche.

## Geografia antropica

### Suddivisioni amministrative
Il comune comprende due frazioni (Ortseile):
- Heinrichsberg
- Loitsche (con Ramstedt)